# Carson Wentz
Carson James Wentz (Raleigh, 30 dicembre 1992) è un giocatore di football americano statunitense che milita nel ruolo di quarterback per i Kansas City Chiefs della National Football League (NFL).

## Carriera universitaria
Wentz al college giocò a football a North Dakota State dal 2011 al 2015. Dopo non essere mai sceso in campo nella prima stagione, giocò come riserva nel 2012 e 2013, mentre fu il titolare nelle ultime due annate. Durante le sue cinque annate con i Bisons vinse ogni anno il titolo della NCAA Division I FCS, venendo premiato come miglior giocatore delle ultime due finali.

## Carriera professionistica

### Philadelphia Eagles

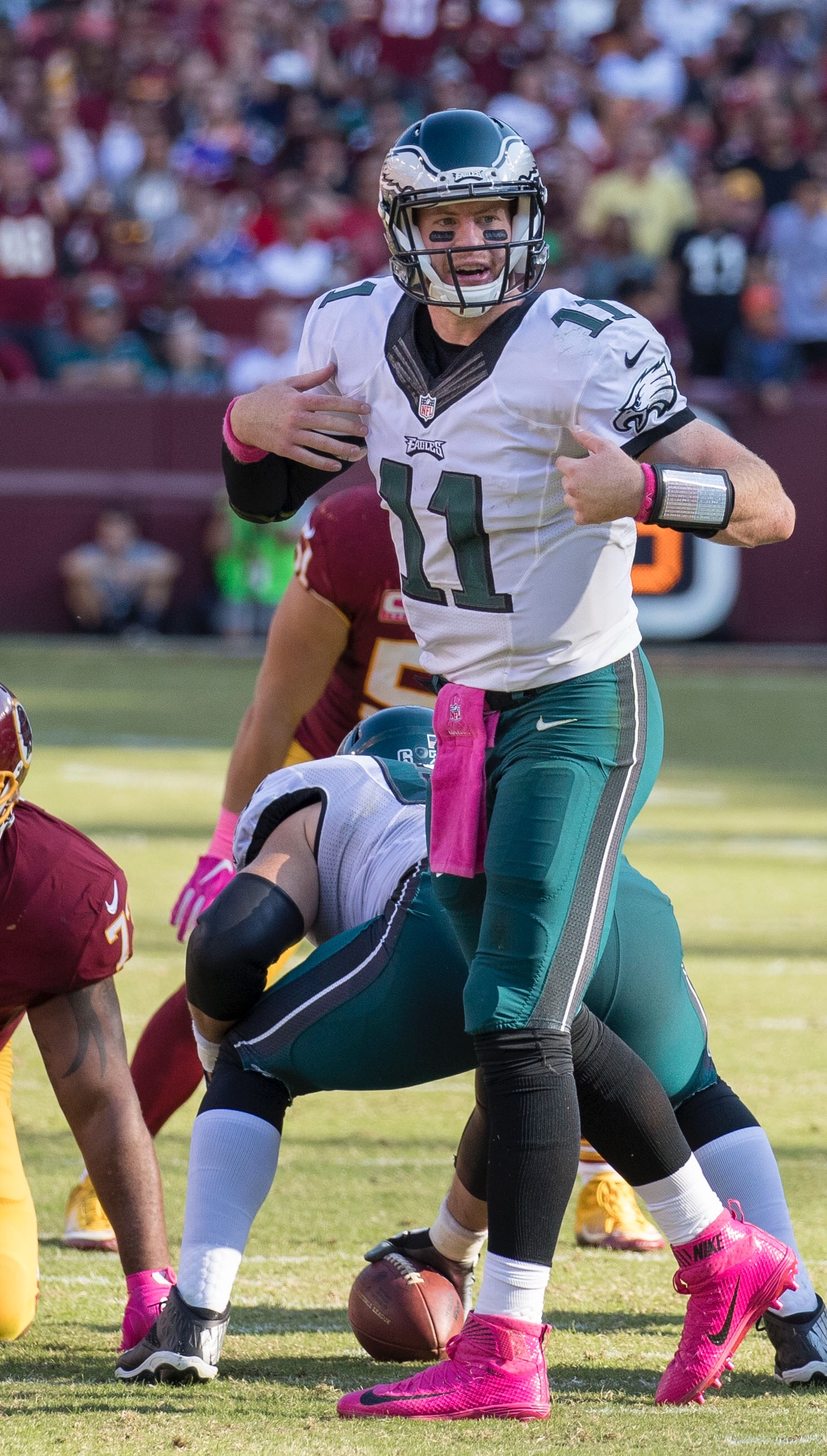
Wentz nel 2016

#### Stagione 2016: stagione da rookie
Nel mese di febbraio 2016, Wentz, pur provenendo da una piccola università, era considerato una scelta della prima metà del primo giro del Draft 2016.
 Dopo una prestazione positiva all'NFL Scouting Combine, le sue quotazioni salirono ulteriormente, venendo pronosticato come una delle prime dieci scelte, mentre alcuni analisti si spinsero fino a dichiararlo il favorito per la prima chiamata assoluta. Il 29 aprile 2016 fu chiamato come secondo assoluto dai Philadelphia Eagles.
Dopo la cessione del veterano Sam Bradford ai Minnesota Vikings, il 5 settembre Wentz fu nominato quarterback titolare per l'inizio della stagione regolare 2016. L'11 settembre debuttò come professionista nella vittoria sui Cleveland Browns per 29-10 in cui passò 278 yard e 2 touchdown, venendo premiato come rookie della settimana. Ottenne lo stesso riconoscimento nel terzo turno (301 yard e 2 touchdown passati nella vittoria sui Pittsburgh Steelers e nel quinto turno (238 yard passate, 2 touchdown e il primo intercetto subito nella sconfitta contro i Detroit Lions). Nella settimana 15, Wentz stabilì un nuovo record di franchigia col 352º passaggio completato in stagione. La sua prima annata si chiuse con 3.782 yard passate, 16 touchdown e 14 intercetti. Disputò come titolare tutte le 16 partite, vincendone sette, e i suoi 379 passaggi completati furono un nuovo record NFL per un rookie.

#### Stagione 2017

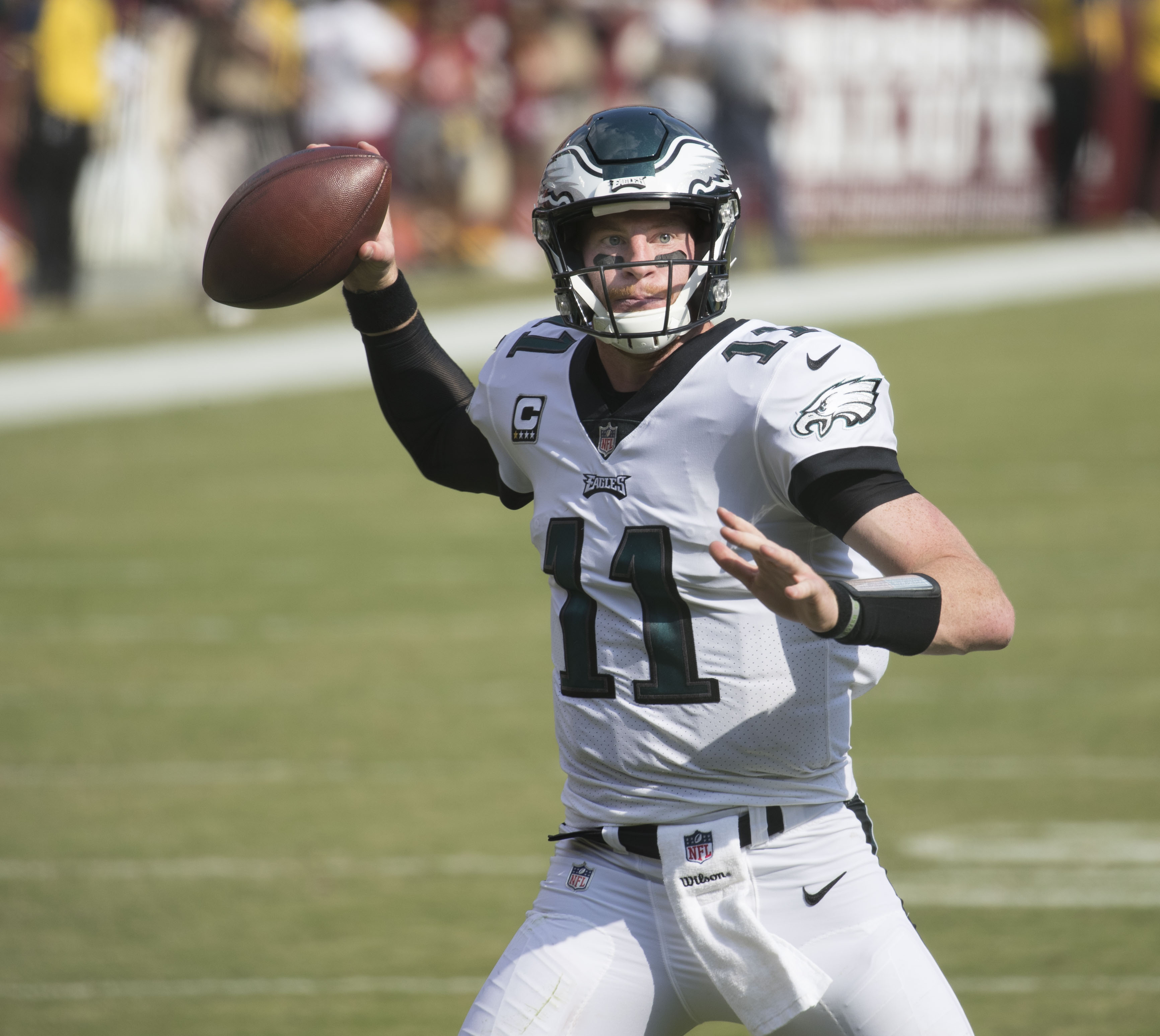
Wentz nel 2017 contro i Redskins

Nel quinto turno della stagione 2017, Wentz passò 4 touchdown, 3 dei quali solamente nel primo quarto, portando gli Eagles a battere gli Arizona Cardinals e a salire a un record di 4-1. Per questa prestazione fu premiato come quarterback della settimana. Lo stesso riconoscimento lo vinse sette giorni dopo per la vittoria sui Carolina Panthers che fece salire gli Eagles a un record di 5-1, in cui passò 222 yard e 3 touchdown. Continuò a ricevere premi anche nella settimana 7, quando fu nominato giocatore offensivo della NFC della settimana dopo avere passato 268 yard e 4 touchdown nella vittoria sui Redskins nel Monday Night Football. Alla fine di ottobre fu premiato come giocatore offensivo della NFC del mese, in cui passò 1.247 yard, 14 touchdown e 3 intercetti, guidando gli Eagles a cinque vittorie in altrettante gare.
La stagione di Wentz, uno dei più accreditati pretendenti al titolo di MVP, sì chiuse il 10 dicembre contro i Los Angeles Rams quando si ruppe il legamento crociato anteriore del ginocchio. Prima di ciò aveva passato 4 touchdown in quella partita, portando gli Eagles ad essere la prima squadra a qualificarsi matematicamente per i playoff. La sua annata si chiuse così con 3.296 yard e 33 touchdown passati, secondo nella NFL, superando il record di franchigia di 32 di Sonny Jurgensen che resisteva dal 1961, venendo convocato per il suo primo Pro Bowl, a cui non poté prendere parte, e inserito nel Second-team All-Pro dall'Associated Press. Il quarterback che sostituì Wentz, Nick Foles, guidò a fine stagione gli Eagles alla vittoria del primo Super Bowl della loro storia.

#### Stagione 2018
Ristabilitosi a metà settembre 2018, Wentz tornò ad essere nominato titolare nel terzo turno della stagione, portando gli Eagles alla vittoria sugli Indianapolis Colts per 20-16 con 255 yard passate, un touchdown e un intercetto subito. Nel dodicesimo turno portò gli Eagles a rimontare uno svantaggio di 19-3 contro i Giants completando 20 passaggi su 28 per 236 yard e un touchdown. Dopo la sconfitta del 14º turno contro i Cowboys fu annunciato che Wentz avrebbe chiuso in anticipo la sua stagione per un infortunio alla schiena. La sua annata si chiuse così con 11 presenze con 3.074 yard passate, 21 touchdown e 7 intercetti per un passer rating di 102,2, un nuovo primato personale.

#### Stagione 2019

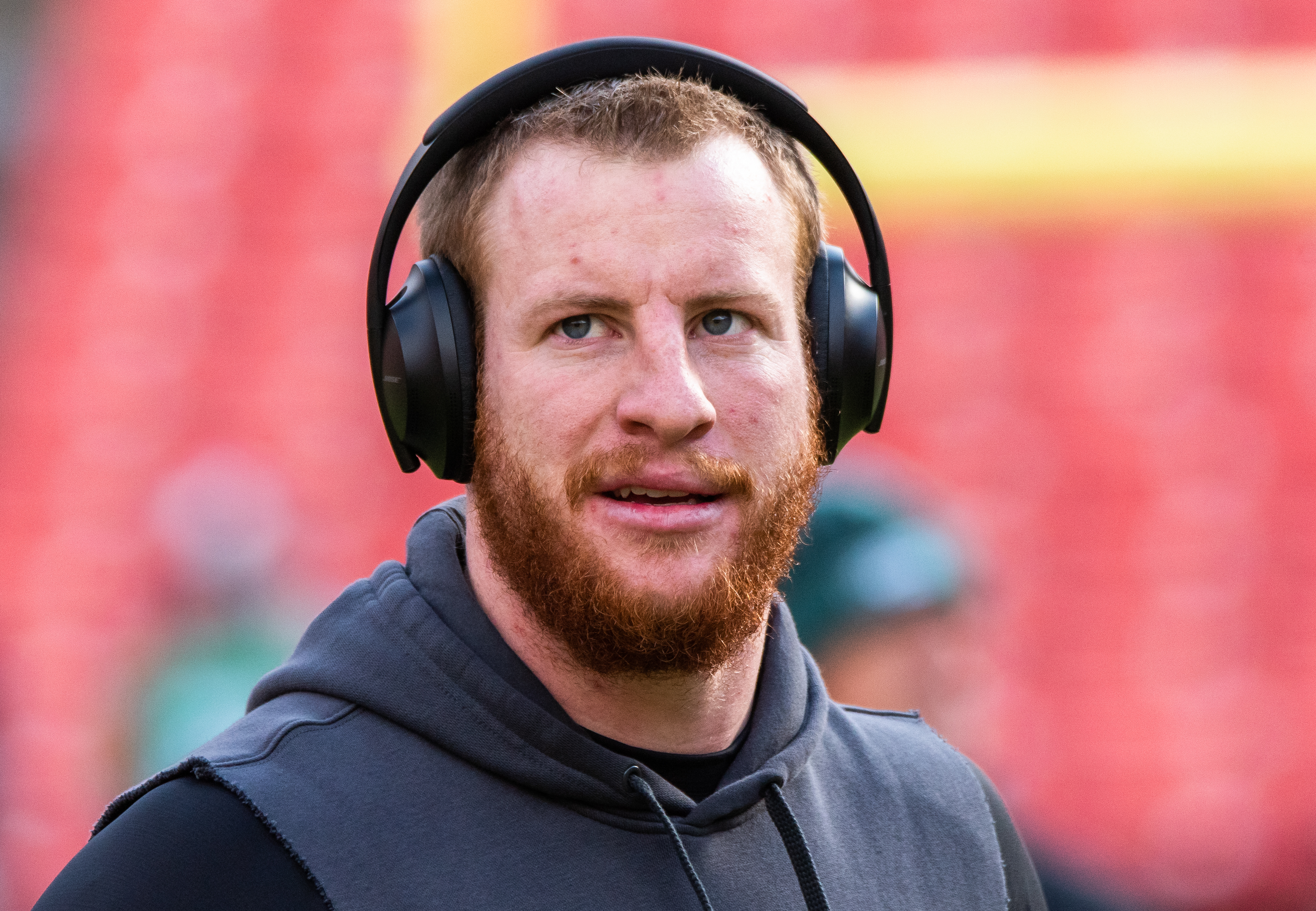
Wentz nel 2019

Nel 2019 Wentz superò il record di franchigia di Donovan McNabb con 4.039 yard passate e si piazzò quinto nella NFL con 27 passaggi da touchdown, disputando tutte le 16 partite per la prima volta dalla sua stagione da rookie. Gli Eagles vinsero la propria division con un record di 9-7 davanti ai Cowboys. Nel primo turno di playoff furono eliminati dai Seattle Seahawks con Wentz che fu costretto ad abbandonare la partita nel primo tempo per una commozione cerebrale subita nel primo tempo dopo uno scontro con Jadeveon Clowney.

#### Stagione 2020
Gli Eagles aprirono la stagione 2020 sprecando un vantaggio di 17-0 contro Washington con Wentz che passò 2 touchdown, subì 2 intercetti e ben 8 sack. La prima vittoria giunse nella settimana 4 contro i San Francisco 49ers in cui passò 193 yard, un touchdown e ne segnò un secondo su corsa. Dopo un record 3-8-1 e mentre Wentz stava guidando la NFL in intercetti subiti, per la gara della settimana 14 fu nominato titolare il rookie scelto nel secondo giro Jalen Hurts, che lo rimase per il resto della stagione. Wentz chiuse così con i peggiori risultati della lega in intercetti subiti (15) e sack subiti (50).

### Indianapolis Colts

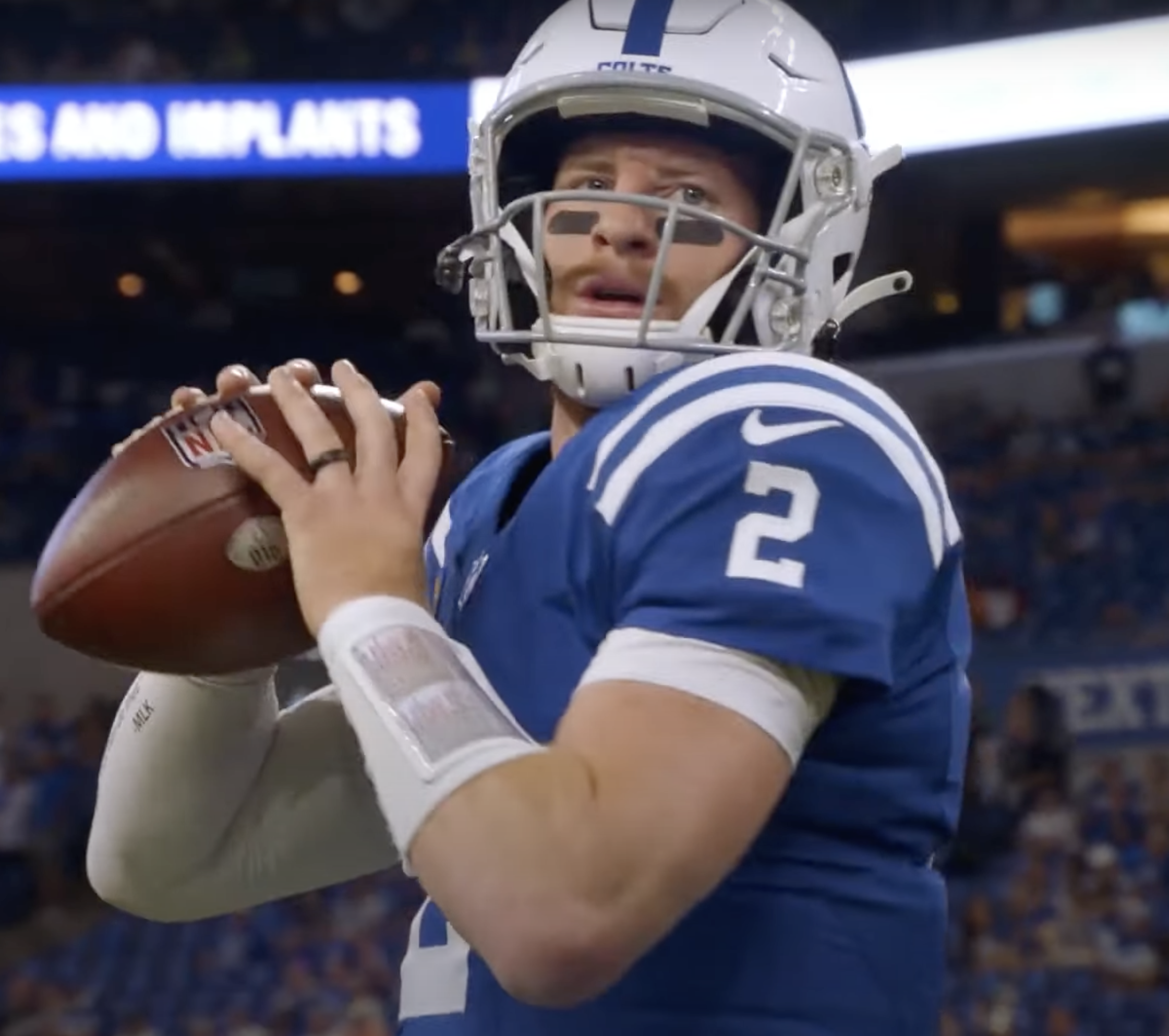
Wentz con i Colts nel 2021

#### Stagione 2021
Il 17 marzo 2021 fu ufficializzato lo scambio di Wentz con gli Indianapolis Colts per una scelta del terzo giro del Draft NFL 2021 e una del secondo giro del Draft 2022. Nel secondo giorno del training camp subì un infortunio al piede che richiese un'operazione chirurgica, avvenuta il 2 agosto. Riuscì comunque ad essere in campo come titolare nella gara del primo turno, in cui i Colts uscirono sconfitti dai Seattle Seahawks. Nella settimana 5 passò un massimo stagionale di 402 yard e 2 touchdown nella sconfitta per 31–25 contro i Baltimore Ravens.
Nell'ultimo turno i Colts necessitavano di una vittoria contro i deboli Jacksonville Jaguars (che terminarono con il peggior record della lega quell'anno) per qualificarsi per i playoff ma uscirono sconfitti, terminando con un record di 9-8. Wentz chiuse la sua annata con 3.563 yard passate, 27 touchdown e 7 intercetti.

### Washington Commanders

#### Stagione 2022
Nel marzo 2022 Wentz fu scambiato con i Washington Commanders per due scelte del terzo giro. Nella prima partita con la nuova maglia passò 4 touchdown e 2 intercetti nella vittoria interna sui Jaguars. Dopo un record di 2-4 come titolare, nella settimana 6 contro i Chicago Bears si fratturò un pollice della mano utilizzata per lanciare, saltando le gare successive. Il suo sostituto Taylor Heinicke giocò sufficiente bene da imporsi come titolare, riportando i Commanders in orbita playoff finché nella settimana 16 fu messo in panchina nel quarto periodo contro i San Francisco 49ers mentre gli avversari erano in vantaggio per 30-14. Wentz così gli subentrò, guidando subito un drive da touchdown. Dal turno successivo Wentz fu nominato di nuovo titolare ma disputò una cattiva prova contro i Cleveland Browns in cui subì 3 intercetti ed ebbe un passer rating di 31,4 nella sconfitta per 24-10. A causa della sconfitta Washington fu eliminata dalla corsa ai playoff e nell'ultimo turno fece partire come titolare il rookie Sam Howell.
Il 27 febbraio 2023 Wentz fu svincolato dopo una sola stagione a Washington.

### Los Angeles Rams
Il 7 novembre 2023 Wentz firmó con i Los Angeles Rams. Debuttò con la nuova squadra nel finale della gara della settimana 12 subentrando a Matthew Stafford a risultato ampiamente acquisito. Nell'ultimo turno, con i Rams già sicuri di un posto nei playoff, partì come titolare guidando la squadra alla vittoria sui 49ers, la squadra con il miglior record della NFC, con 163 yard passate, 2 touchdown, un intercetto e un touchdown su corsa.

### Kansas City Chiefs
Il 1º aprile 2024 Wentz firmò un contratto di un anno con i Kansas City Chiefs per fungere da riserva di Patrick Mahomes. Nell'ultimo turno, con la squadra già certa della prima testa di serie nella conference, partì come titolare, completando 10 passaggi su 17 per 98 yard nella sconfitta con i Denver Broncos per 38-0.

## Palmarès

### Franchigia
- Super Bowl : 1

Philadelphia Eagles: LII
- National Football Conference Championship: 1

Philadelphia Eagles: 2017
- National Football Conference Championship: 1

Kansas City Chiefs: 2024

### Individuale
- Convocazioni al Pro Bowl: 1

2017
- Second-team All-Pro: 1

2017
- Quarterback dell'anno: 1

2017
- Giocatore offensivo della NFC del mese: 1

ottobre 2017
- Giocatore offensivo della NFC della settimana: 2

3ª del 2016, 7ª del 2017
- Quarterback della settimana: 2

5ª e 6ª del 2017
- Rookie offensivo del mese: 1

settembre 2016
- Rookie della settimana: 3

1ª, 3ª e 5ª del 2016
- Bert Bell Award: 1

2017